# امعليبة (تبن)

تعديل مصدري - تعديل

امعليبة هي إحدى قرى عزلة الحوطة بمديرية تبن التابعة لمحافظة لحج، بلغ تعداد سكانها 260 نسمة حسب تعداد اليمن لعام 2004.